# روز عزیز مرده
روز عزیز مرده نمایشنامه‌ای نوشته محمد چرمشیر است که قصه بی‌هویتی انسان‌های سرگردان را روایت می‌کند. داستان زنی است که احساس می‌کند کارهای روزمره خود را انجام می‌دهد ولی به‌تدریج به این نتیجه می‌رسد که او هیچ چیز را به‌خاطر نمی‌آورد و فکر می‌کند دچار فراموشی شده‌است و به‌دنبال سرنخی برای بازیابی حافظه خود و خاطرات گذشته خود می‌گردد اما دریغ که او مرده‌است.
این نمایشنامه در سالن‌های تئاتر شهرهای مختلف به‌روی صحنه رفته‌است.